# Cloudscape (Band)
Cloudscape (bis 2001 unter dem Namen Doctor Weird bekannt) ist eine Progressive-Metal-Band aus Helsingborg, Schweden.

## Geschichte

### Formation und Debüt-Album
Cloudscape entstanden aus den Überresten der lokal in Südschweden erfolgreichen Formation Doctor Weird, die Konzerte mit mehreren bekannten schwedischen Bands verbuchen konnte und auch im Jahr 2000 beim Sweden Rock Festival auftrat.
Cloudscape selbst gründeten sich im Jahr 2001 und bestanden bis 2009 aus Mike Andersson (Lead Vocals), Björn Eliasson (Guitars), Patrik Svärd (Guitars), Hans Persson (Bass) and Roger Landin (Drums).
Im Jahr 2002 unterzeichnete die Band einen Vertrag mit „Roasting House“, einer Produktions- und Managementfirma, um der Band eine bessere Ausgangslage gegenüber der Medienindustrie zu haben.
2003 wurden mehrere Kritiken ihrer Demoaufnahmen in verschiedenen Magazinen und Web-Magazinen veröffentlicht, welche der Band einen höheren Bekanntheitsgrad in der Metal-Szene verschaffte.
Im Mai 2003 begannen Cloudscape mit Aufnahmen im „Roasting House“ Studio in Malmö, Schweden. Es wurden 12 Musikstücke eingespielt, welche später auf dem gleichnamigen Album „Cloudscape“ veröffentlicht wurden. Als erstes wurde das Album Ende 2004 in Asien veröffentlicht, Anfang 2005 folgte Europa.
Am 2. Oktober 2005 spielten Cloudscape auf dem ProgPower Europe Hallenfestival. Dies war das erste Konzert der Band außerhalb Schwedens.

### Crimson Skies (2006–2007)
Im Januar 2006 begannen die Aufnahmen für das zweite Album der Band, Crimson Skies, welche Ende März 2006 abgeschlossen wurden. Am 3. Juni 2006 wurde das Album schließlich veröffentlicht und durch einige Konzerte unterstützt. Unter anderem spielten Cloudscape auf dem Sweden Rock Festival und gaben einige Konzerte in den USA. Das Lied We will Remain wurde unterstützt von der Gastsängerin Anette Olzon, der ehemaligen Sängerin der Gruppe Nightwish.
Im Jahr 2007 spielte die Band auf dem ProgPower UK Festival und begannen am 2. September 2007 mit den Aufnahmen des dritten Albums.

### Global Drama (seit 2008)
Global Drama, das dritte Album der Band, wurde am 18. August 2008 in Europa und am 19. August in den USA und Kanada veröffentlicht. Unter anderem spielten Cloudscape am 16. August 2008 auf dem Bloodstock Open Air Festival sowie am 22. August 2008 auf dem Prog Metal Fest in Oslo, Norwegen. Beim Auftritt in Oslo trat die Band nur zu viert auf, da der Gitarrist Björn Eliasson aufgrund von Rückenschmerzen nicht auftreten konnte.
Im Jahr 2009 schieden Roger Landin und Hans Persson aus der Band aus und wurden durch Fredrik Joakimsson und Håkan Nyander ersetzt.
Cloudscape spielen am 2. Oktober 2009 auf dem ProgPower Europe Festival in Baarlo/NL.

## Stil
Musikalisch beschreiben die Schweden ihren Sound treffend als eine Mischung aus melodischem, halb-progressivem und symphonischem Metal. Sänger Michael Andersson und Gitarrist Björn Eliasson sind die Hauptsongwriter der Band. Ihre Einflüsse könnten unterschiedlicher nicht sein und gehen teils weit zurück in die 70er Jahre zu Bands wie Yes, Rush, Deep Purple, Kansas usw. und auch in die 80er sowie die Neuzeit mit Dream Theater, und Symphony X. Micael nennt Bobby Kimball (Toto), David Coverdale (Whitesnake), Russel Allen (Symphony X) and Jorn Lande (Masterplan) als seine Lieblingssänger.

## Medienecho
Während des Jahres 2003 erzielte die Band mit ihrem Demo sehr gutes Feedback in diversen Magazinen und Webzines. Ihr Debütalbum Cloudscape wurde von den Kritikern hoch gelobt.

## Konzerte
Die Band ist bisher auf mehreren Festivals aufgetreten, darunter ProgPower Europe 2005/2009, Sweden Rock Festival 2006, ProgPower UK 2007 und Bloodstock Open Air 2008.

## Diskografie
- 2004: Cloudscape
- 2005: Crimson Skies
- 2008: Global Drama
- 2012: New Era
- 2016: Voice of Reason